# Дебора Люкумуена
Дебора́ Люкумуена́ (фр. Déborah Lukumuena) — французька акторка.

## Біографія
Дебора Люкумуена виросла в Епіне-су-Сенар. Після закінчення школи вона отримала ступінь бакалавра мистецтв.
У 2016 році після проходження кастингу була запрошена на роль Маймуни у фільмі Уди Беньяміни «Божественні». За цю роль вона отримала, разом зі своєю партнеркою по фільму Улаєю Амамрою, приз за найкращу жіночу роль на Карфагенському кінофестивалі в Тунісі, Премію «Люм'єр» у номінації Найкраща молода акторка та була номінована на здобуття французької національної кінопремії «Сезар» 2017 року як Найкраща акторка другого плану.

## Фільмографія
| Рік  | Українська назва | Оригінальна назва | Режисер       | Роль    |
| ---- | ---------------- | ----------------- | ------------- | ------- |
| 2016 | Божественні      | Divines           | Уда Беньяміна | Маймуна |

## Визнання
| Нагороди та номінації Дебори Люкумуени | Нагороди та номінації Дебори Люкумуени | Нагороди та номінації Дебори Люкумуени | Нагороди та номінації Дебори Люкумуени |
| Рік                                    | Категорія                              | Фільм                                  | Результат                              |
| -------------------------------------- | -------------------------------------- | -------------------------------------- | -------------------------------------- |
| Карфагенський кінофестиваль            |                                        |                                        |                                        |
| 2016                                   | Найкраща акторка (з Улаєю Амамрою)     | Божественні                            | Перемога                               |
| Премія «Люм'єр»                        |                                        |                                        |                                        |
| 2017                                   | Найкраща молода акторка                | Божественні                            | Перемога                               |
| Премія «Сезар»                         |                                        |                                        |                                        |
| 2017                                   | Найкраща акторка другого плану         | Божественні                            | Перемога                               |